# نوكيا 1280
نوكيا 1280 هو هاتف محمول من نوع جي إس إم ثنائي النطاق، فائق السعة، وميسور التكلفة من إنتاج شركة نوكيا تم الإعلان عنه في نوفمبر 2009 وتم إصداره في مارس 2010 للبلدان النامية. يتميز بتصميم كاندي بار الكلاسيكي، مصمم ليكون خفيف الوزن ومتين. التوأم المرتبط به هو نوكيا 103، والذي يتم شحنه بكميات صغيرة في الأسواق المتقدمة.

## مواصفات الجهاز
- وقت الانتظار: 528 ساعة
- وقت التحدث: 8 ساعات و30 دقيقة
- الشبكة: شبكة الجيل الثاني 2G 900/1800 ميجا هرتز
- تنبيه بالاهتزاز: (اختياري)
- الاتصال السريع
- هوائي داخلي

## ميزات أخرى
راديو FM ستريو مدمج، ومكبر صوت، ومصباح يدوي، وتقويم، وإدخال نص تنبؤي، وأغطية ألوان قابلة للتبديل، وثلاث ألعاب (Bounce Rapid Roll Snake Xenzia).